# Tennis vid olympiska sommarspelen 2000
Vid olympiska sommarspelen 2000 i Sydney avgjordes fyra grenar i tennis, två för herrar och två för damer. 182 tävlande från 52 länder deltog.

## Medaljfördelning
| Pl. | Nation        | Guld | Silver | Brons | Totalt |
| --- | ------------- | ---- | ------ | ----- | ------ |
| 1   | USA           | 2    | 0      | 1     | 3      |
| 2   | Ryssland      | 1    | 1      | 0     | 2      |
| 3   | Kanada        | 1    | 0      | 0     | 1      |
| 4   | Australien    | 0    | 1      | 0     | 1      |
| 4   | Tyskland      | 0    | 1      | 0     | 1      |
| 4   | Nederländerna | 0    | 1      | 0     | 1      |
| 7   | Belgien       | 0    | 0      | 1     | 1      |
| 7   | Frankrike     | 0    | 0      | 1     | 1      |
| 7   | Spanien       | 0    | 0      | 1     | 1      |

## Medaljörer
| Gren                   | Guld                                      | Silver                                           | Brons                                       |
| Herrsingel Detaljer... | Jevgenj Kafelnikov Ryssland               | Tommy Haas Tyskland                              | Arnaud Di Pasquale Frankrike                |
| Herrdubbel Detaljer... | Sébastien Lareau och Daniel Nestor Kanada | Todd Woodbridge och Mark Woodforde Australien    | Àlex Corretja och Albert Costa Spanien      |
| Damsingel Detaljer...  | Venus Williams USA                        | Elena Dementieva Ryssland                        | Monica Seles USA                            |
| Damdubbel Detaljer...  | Venus Williams och Serena Williams USA    | Kristie Boogert och Miriam Oremans Nederländerna | Els Callens och Dominique van Roost Belgien |